# American Graffiti
American Graffiti este un film comedie/dramă din 1973 scris și regizat de George Lucas, în care apar, printre alții, Richard Dreyfuss, Ron Howard, Paul Le Mat, Charles Martin Smith, Cindy Williams, Candy Clark, Mackenzie Phillips, Bo Hopkins, Kathleen Quinln și Harrison Ford. Plasat într-o seară din august 1962 în Modesto, California, American Graffiti este un studiu asupra culturii rock and roll populară în rândul generației de după cel de-al Doilea Război Mondial.

## Distribuția
- Richard Dreyfuss este Curt Henderson
- Ron Howard este Steve Bolander
- Paul Le Mat este John Milner
- Charles Martin Smith este Terry "The Toad" Fields
- Cindy Williams este Laurie Henderson
- Candy Clark este Debbie Dunham
- Mackenzie Phillips este Carol Morrison
- Harrison Ford este Bob Falfa
- Bo Hopkins este Joe Young
- Wolfman Jack în rolul său, un DJ la XERB
- Kathleen Quinlan este Peg
- Manuel Padilla, Jr. și Beau Gentry este Carlos and Ants
- Jim Bohan este Ofițer Holstein
- Jana Bellan este Budda
- Flash Cadillac & the Continental Kids este Herbie and the Heartbeats
- Suzanne Somers este Blonda din T-Bird
- Deby Celiz as Wendy
- Lynne Marie Stewart este Bobbie Tucker
- Del Close este Omul de la bar